# 싱포유
《싱포유》는 JTBC의 음악 프로그램이다.

## 출연자
- 문희준
- 유재환
- 초아
- 홍경민